# Hodgeman-Inseln
Die Hodgeman-Inseln sind eine Gruppe aus kleiner Inseln vor der Georg-V.-Küste im Australischen Antarktis-Territorium. Im östlichen Teil der Watt Bay liegen sie 6 km westsüdwestlich des Kap De la Motte.
Teilnehmer der Australasiatischen Antarktisexpedition (1911–1914) unter der Leitung des australischen Polarforschers Douglas Mawson entdeckten sie. Mawson benannte sie nach Alfred James Hodgeman (1885–1964), Kartograph und assistierender Meteorologe bei dieser Forschungsreise.